# Hopman Cup 2025
La Hopman Cup 2025 è la 33ª edizione della Hopman Cup, torneo di tennis riservato a squadre miste. Vi partecipano 6 squadre che si sfidano alla Fiera del Levante di Bari in Italia, dal 16 luglio al 20 luglio 2025.
Dopo un anno di assenza, il 3 aprile 2025, la Federazione Internazionale Tennis (ITF) ha annunciato che la Hopman Cup sarebbe tornata a luglio 2025 non più a Nizza, ma a Bari.
Il torneo è stato vinto dal Canada, che ha battuto in finale l'Italia per 2-1.

## Squadre
La lista completa dei dodici giocatori che competeranno nella Hopman Cup 2025 è stata annunciata il 7 maggio 2025:
| Squadra | Giocatrice            | Ranking WTA | Giocatore             | Ranking ATP | Risultato   |
| ------- | --------------------- | ----------- | --------------------- | ----------- | ----------- |
| Canada  | Bianca Andreescu      | 146         | Félix Auger-Aliassime | 28          | Vincitori   |
| Croazia | Donna Vekić           | 25          | Duje Ajduković        | 183         | Round Robin |
| Francia | Chloé Paquet          | 151         | Richard Gasquet       | 171         | Round Robin |
| Grecia  | Despoina Papamichaīl  | 243         | Stefanos Tsitsipas    | 26          | Round Robin |
| Italia  | Lucia Bronzetti       | 63          | Flavio Cobolli        | 24          | Finale      |
| Spagna  | Marina Bassols Ribera | 237         | Roberto Bautista Agut | 42          | Round Robin |

## Fase a gironi
Le 6 squadre sono state divise in due gruppi da tre, ognuna con il format del round robin. I vincitori di ogni gruppo si qualificano per la finale.

### Gruppo 1
|   |        | Canada | Grecia | Spagna | RR V–P | Match V–P | Set V–P | Game V–P | Classifica |
| A | Canada |        | –      | –      | 2–0    | 6–0       | 10–0    | 62–29    | 1          |
| B | Grecia | –      |        | –      | 0–2    | 1–5       | 3–9     | 42–61    | 3          |
| C | Spagna | –      | –      |        | 1–1    | 2–4       | 4–8     | 43–57    | 2          |

#### Grecia vs. Spagna
| Grecia 1 | Fiera del Levante, Bari 17 luglio 2025 Cemento | Fiera del Levante, Bari 17 luglio 2025 Cemento                                          | Spagna 2 |     |          |  |
| \| \| \| \| 1 \| 2 \| 3 \| \| \| - \| \| --------------------------------------------------------------------------------------- \| --- \| --- \| -------- \| \| \| 1 \| \| Despoina Papamichaīl Marina Bassols Ribera \| 0 6 \| 4 6 \| \| \| \| 2 \| \| Stefanos Tsitsipas Roberto Bautista Agut \| 3 6 \| 7 6 \| (8) (10) \| \| \| 3 \| \| Despoina Papamichaīl / Stefanos Tsitsipas Marina Bassols Ribera / Roberto Bautista Agut \| 6 2 \| 6 3 \| \| \| |                                                |                                                                                         |          |     |          |  |
| |                                                |                                                                                         | 1        | 2   | 3        |  |
| 1 | Grecia (bandiera) · Spagna (bandiera)          | Despoina Papamichaīl Marina Bassols Ribera                                              | 0 6      | 4 6 |          |  |
| 2 | Grecia (bandiera) · Spagna (bandiera)          | Stefanos Tsitsipas Roberto Bautista Agut                                                | 3 6      | 7 6 | (8) (10) |  |
| 3 | Grecia (bandiera) · Spagna (bandiera)          | Despoina Papamichaīl / Stefanos Tsitsipas Marina Bassols Ribera / Roberto Bautista Agut | 6 2      | 6 3 |          |  |

#### Canada vs. Spagna
| Canada 3 | Fiera del Levante, Bari 18 luglio 2025 Cemento | Fiera del Levante, Bari 18 luglio 2025 Cemento                                         | Spagna 0 |      |   |  |
| \| \| \| \| 1 \| 2 \| 3 \| \| \| - \| \| -------------------------------------------------------------------------------------- \| --- \| ---- \| - \| \| \| 1 \| \| Bianca Andreescu Marina Bassols Ribera \| 6 0 \| 6 1 \| \| \| \| 2 \| \| Félix Auger-Aliassime Roberto Bautista Agut \| 6 3 \| 7 63 \| \| \| \| 3 \| \| Bianca Andreescu / Félix Auger-Aliassime Marina Bassols Ribera / Roberto Bautista Agut \| 6 3 \| \| \| \| |                                                |                                                                                        |          |      |   |  |
| |                                                |                                                                                        | 1        | 2    | 3 |  |
| 1 | Canada (bandiera) · Spagna (bandiera)          | Bianca Andreescu Marina Bassols Ribera                                                 | 6 0      | 6 1  |   |  |
| 2 | Canada (bandiera) · Spagna (bandiera)          | Félix Auger-Aliassime Roberto Bautista Agut                                            | 6 3      | 7 63 |   |  |
| 3 | Canada (bandiera) · Spagna (bandiera)          | Bianca Andreescu / Félix Auger-Aliassime Marina Bassols Ribera / Roberto Bautista Agut | 6 3      |      |   |  |

#### Grecia vs. Canada
| Grecia 0 | Fiera del Levante, Bari 19 luglio 2025 Cemento | Fiera del Levante, Bari 19 luglio 2025 Cemento                                     | Canada 3 |     |   |  |
| \| \| \| \| 1 \| 2 \| 3 \| \| \| - \| \| ---------------------------------------------------------------------------------- \| ---- \| --- \| - \| \| \| 1 \| \| Despoina Papamichaīl Bianca Andreescu \| 1 6 \| 2 6 \| \| \| \| 2 \| \| Stefanos Tsitsipas Félix Auger-Aliassime \| 64 7 \| 3 6 \| \| \| \| 3 \| \| Despoina Papamichaīl / Stefanos Tsitsipas Bianca Andreescu / Félix Auger-Aliassime \| 4 6 \| r \| \| \| |                                                |                                                                                    |          |     |   |  |
| |                                                |                                                                                    | 1        | 2   | 3 |  |
| 1 | Grecia (bandiera) · Canada (bandiera)          | Despoina Papamichaīl Bianca Andreescu                                              | 1 6      | 2 6 |   |  |
| 2 | Grecia (bandiera) · Canada (bandiera)          | Stefanos Tsitsipas Félix Auger-Aliassime                                           | 64 7     | 3 6 |   |  |
| 3 | Grecia (bandiera) · Canada (bandiera)          | Despoina Papamichaīl / Stefanos Tsitsipas Bianca Andreescu / Félix Auger-Aliassime | 4 6      | r   |   |  |

### Gruppo 2
|   |         | Croazia | Francia | Italia | RR V–P | Match V–P | Set V–P | Game V–P | Classifica |
| A | Croazia |         | –       | –      | 0–2    | 3–3       | 7–7     | 50–52    | 3          |
| B | Francia | –       |         | –      | 1–1    | 3–3       | 4–7     | 41–50    | 2          |
| C | Italia  | –       | –       |        | 2–0    | 4–2       | 9–6     | 63–48    | 1          |

#### Italia vs. Croazia
| Italia 2 | Fiera del Levante, Bari 16 luglio 2025 Cemento | Fiera del Levante, Bari 16 luglio 2025 Cemento                | Croazia 1 |     |          |  |
| \| \| \| \| 1 \| 2 \| 3 \| \| \| - \| \| ------------------------------------------------------------- \| ---- \| --- \| -------- \| \| \| 1 \| \| Lucia Bronzetti Donna Vekić \| 6 3 \| 4 6 \| (10) (1) \| \| \| 2 \| \| Flavio Cobolli Duje Ajduković \| 61 7 \| 6 4 \| (10) (6) \| \| \| 3 \| \| Lucia Bronzetti / Flavio Cobolli Donna Vekić / Duje Ajduković \| 4 6 \| 6 2 \| (8) (10) \| \| |                                                |                                                               |           |     |          |  |
| |                                                |                                                               | 1         | 2   | 3        |  |
| 1 | Italia (bandiera) · Croazia (bandiera)         | Lucia Bronzetti Donna Vekić                                   | 6 3       | 4 6 | (10) (1) |  |
| 2 | Italia (bandiera) · Croazia (bandiera)         | Flavio Cobolli Duje Ajduković                                 | 61 7      | 6 4 | (10) (6) |  |
| 3 | Italia (bandiera) · Croazia (bandiera)         | Lucia Bronzetti / Flavio Cobolli Donna Vekić / Duje Ajduković | 4 6       | 6 2 | (8) (10) |  |

#### Francia vs. Croazia
| Francia 2 | Fiera del Levante, Bari 17 luglio 2025 Cemento | Fiera del Levante, Bari 17 luglio 2025 Cemento              | Croazia 1 |     |          |             |
| \| \| \| \| 1 \| 2 \| 3 \| \| \| - \| \| ----------------------------------------------------------- \| --- \| --- \| -------- \| ----------- \| \| 1 \| \| Chloé Paquet Donna Vekić \| 3 6 \| 3 6 \| \| \| \| 2 \| \| Richard Gasquet Duje Ajduković \| 5 7 \| 6 2 \| (10) (6) \| \| \| 3 \| \| Chloé Paquet / Richard Gasquet Donna Vekić / Duje Ajduković \| w/o \| \| \| non giocato \| |                                                |                                                             |           |     |          |             |
| |                                                |                                                             | 1         | 2   | 3        |             |
| 1 | Francia (bandiera) · Croazia (bandiera)        | Chloé Paquet Donna Vekić                                    | 3 6       | 3 6 |          |             |
| 2 | Francia (bandiera) · Croazia (bandiera)        | Richard Gasquet Duje Ajduković                              | 5 7       | 6 2 | (10) (6) |             |
| 3 | Francia (bandiera) · Croazia (bandiera)        | Chloé Paquet / Richard Gasquet Donna Vekić / Duje Ajduković | w/o       |     |          | non giocato |

#### Italia vs. Francia
| Italia 2 | Fiera del Levante, Bari 18 luglio 2025 Cemento | Fiera del Levante, Bari 18 luglio 2025 Cemento                  | Francia 1 |      |          |  |
| \| \| \| \| 1 \| 2 \| 3 \| \| \| - \| \| --------------------------------------------------------------- \| --- \| ---- \| -------- \| \| \| 1 \| \| Lucia Bronzetti Chloé Paquet \| 6 4 \| 65 7 \| (10) (8) \| \| \| 2 \| \| Flavio Cobolli Richard Gasquet \| 6 2 \| 6 4 \| \| \| \| 3 \| \| Lucia Bronzetti / Flavio Cobolli Chloé Paquet / Richard Gasquet \| 4 6 \| r \| \| \| |                                                |                                                                 |           |      |          |  |
| |                                                |                                                                 | 1         | 2    | 3        |  |
| 1 | Italia (bandiera) · Francia (bandiera)         | Lucia Bronzetti Chloé Paquet                                    | 6 4       | 65 7 | (10) (8) |  |
| 2 | Italia (bandiera) · Francia (bandiera)         | Flavio Cobolli Richard Gasquet                                  | 6 2       | 6 4  |          |  |
| 3 | Italia (bandiera) · Francia (bandiera)         | Lucia Bronzetti / Flavio Cobolli Chloé Paquet / Richard Gasquet | 4 6       | r    |          |  |

## Finale

### Canada vs. Italia
| Canada 2 | Fiera del Levante, Bari 20 luglio 2025 Cemento | Fiera del Levante, Bari 20 luglio 2025 Cemento                            | Italia 1 |     |          |  |
| \| \| \| \| 1 \| 2 \| 3 \| \| \| - \| \| ------------------------------------------------------------------------- \| ---- \| --- \| -------- \| \| \| 1 \| \| Bianca Andreescu Lucia Bronzetti \| 6 2 \| 6 3 \| \| \| \| 2 \| \| Félix Auger-Aliassime Flavio Cobolli \| 7 67 \| 5 7 \| (8) (10) \| \| \| 3 \| \| Bianca Andreescu / Félix Auger-Aliassime Lucia Bronzetti / Flavio Cobolli \| 6 3 \| 6 3 \| \| \| |                                                |                                                                           |          |     |          |  |
| |                                                |                                                                           | 1        | 2   | 3        |  |
| 1 | Canada (bandiera) · Italia (bandiera)          | Bianca Andreescu Lucia Bronzetti                                          | 6 2      | 6 3 |          |  |
| 2 | Canada (bandiera) · Italia (bandiera)          | Félix Auger-Aliassime Flavio Cobolli                                      | 7 67     | 5 7 | (8) (10) |  |
| 3 | Canada (bandiera) · Italia (bandiera)          | Bianca Andreescu / Félix Auger-Aliassime Lucia Bronzetti / Flavio Cobolli | 6 3      | 6 3 |          |  |

## Campioni
| Vincitori della Hopman Cup 2025 |
| ------------------------------- |
| Canada (1º titolo)              |